# Ucraina de pe malul drept
Ucraina de pe malul drept (în limbile ucraineană Правобережна Україна, transliterat: Pravoberejna Ukraiina, rusă Правобережная Украина, transliterat: Pravoberejnaia Ukraina și poloneză Prawobrzeżna Ukraina) este numele unei regiuni istorice a Ucrainei aflate pe pe malul vestic (drept) al fluviului Nipru. „Ucraina de pe malul drept” cuprinde, aproximativ, regiunile Ucrainei contemporane Volîn, Rivne, Vinița, Jitomir, Kirovohrad și, parțial, Kiev, Cerkasî și Tarnopol. Regiunea a fost separată de „Ucraina de pe malul stâng” în timpul perioadei istorice cunoscute drept „Ruina”.
După semnarea Tratatului de la Andrusovo din 1667 Ucraina de pe malul stâng a trecut sub controlul Țaratului Rusiei, în vreme ce regiunea apuseană (cu excepția orașului Kiev) a rămas parte a Rzeczpospolitei. Cinci ani mai târziu, în 1672, Podolia a fost ocupată de Imperiul Otoman, în vreme ce Kievul și Braclav au trecut sub controlul hatmanului Petro Doroșenko până 1681, când și acestea din urmă au fost cucerite de turci. După victoria armatelor creștine din Bătălia de la Viena (1683), Rzeczpospolita a recâștigat controlul în 1699 (Tratatul de la Karlowitz) asupra teritoriilor cucerite 18 ani mai devreme de turci. În timpul secolului al XVIII-lea, Ucraina de pe malul drept a fost răvășită de două răscoale ale cazacilor.
Ucraina de pe malul drept a fost anexată definitiv de Imperiul Rus în 1792, ca urmare a împărțirii Poloniei între puternicii săi vecini (Imperiul Rus, Imperiul Habsburgic și Prusia) .
În secolul al XIX-lea, populația Ucrainei de pe malul drept era, în principal, ucraineană, dar cea mai mare parte a terenurilor agricole era stăpânită de nobilimea poloneză sau ucraineană (șleahta). Numeroase orașe și târguri au devenit parte a așa-numitei „regiuni de colonizare” și erau locuite de numeroși evrei. Nobilimea poloneză era, în cea mai mare parte, de religie catolică, în timp ce majoritatea țăranilor trecuse la greco-catolicism doar în secolul al XVIII-lea, iar după împărțirea Poloniei a revenit la ortodoxie. Ucraina de pe malul drept a fost împărțită în trei gubernii (provincii) – Kiev, Volînia și Podolia.